# Joutsenkari (ö i Satakunta, Björneborg, lat 61,47, long 21,55)
Joutsenkari är en ö i Finland. Den ligger i Bottenhavet och i kommunen Björneborg i den ekonomiska regionen  Björneborgs ekonomiska region i landskapet Satakunta, i den sydvästra delen av landet. Ön ligger omkring 13 kilometer väster om Björneborg och omkring 230 kilometer nordväst om Helsingfors.
Öns area är 0,5 hektar och dess största längd är 110 meter i sydväst-nordöstlig riktning.